# Bassenthwaite Lake
Der Bassenthwaite Lake ist der drittgrößte See Englands und liegt im Lake District in der Grafschaft Cumbria. Er ist der einzige See im Lake District der die Bezeichnung lake (See) trägt; alle anderen Seen besitzen die Endung -mere oder -water. Auf einigen Landkarten aus dem 18. Jahrhundert ist der See jedoch mit Bassenwater angeschrieben.
Der See liegt nordöstlich der Kleinstadt Keswick am Fuße des 931 m hohen Berges Skiddaw. Er ist rund 6 Kilometer lang und 600 bis 1000 Meter breit, der Seespiegel liegt auf 69 Metern über dem Meeresspiegel. Die Fläche des Sees beträgt 5,2 km², sein Einzugsgebiet jedoch fast 240 km², größer als bei jedem anderen See im Lake District.
Wie die anderen Seen des Lake District liegt auch der Bassenthwaite Lake in einem während der Weichseleiszeit geschaffenen Trogtal. Hauptzufluss und -abfluss ist der Derwent, der auch durch den fünf Kilometer südlich gelegenen Derwent Water fließt. Es wird angenommen, dass Bassenthwaite Lake und Derwent Water früher einen einzigen See bildeten; seither hat sich dazwischen jedoch Geschiebe abgelagert und bildet dort die Grundlage für eine fruchtbare Alluvialebene. Im See leben Forellen, Hechte, Flussbarsche, Coregonus albula und Aalartige. Gejagt werden diese Fische von Kormoranen und einigen Graureihern.
Der See ist seit 1994 ein Site of Special Scientific Interest. Das Schutzgebiet umfasst den See und seinen Uferbereich, der im Vergleich zu anderen Seen weitgehend von Eingriffen verschont geblieben ist. Zahlreiche seltene Pflanzen wachsen sowohl im See sowie in seinem Uferbereich. Über 70 Vogelarten wurden brütend am See gezählt und die Zahl der Vögel im Seebereich erreicht bis 2000.

## Einzelnachweise

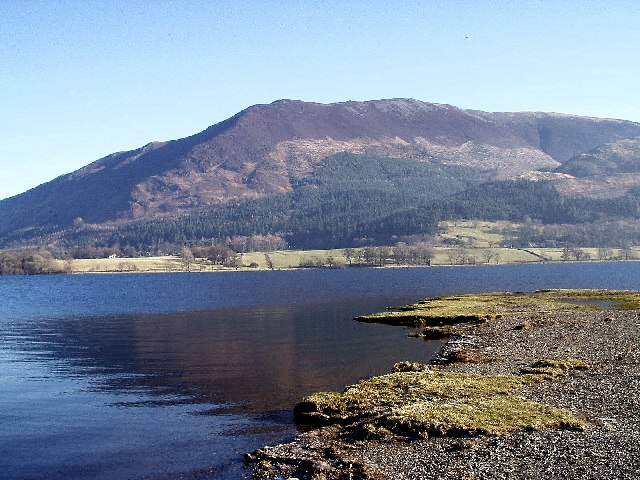
Blick über den See vom Blackstock Point aus

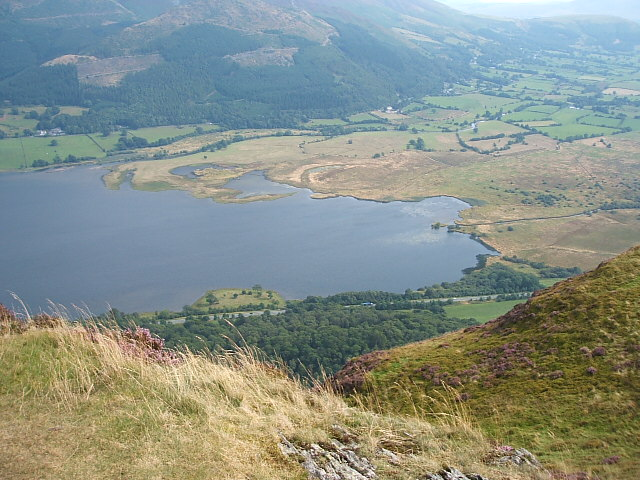
Das südliche Ende des Sees